# Abraham de Clermont
 (janvier 2020).
Si vous disposez d'ouvrages ou d'articles de référence ou si vous connaissez des sites web de qualité traitant du thème abordé ici, merci de compléter l'article en donnant les références utiles à sa vérifiabilité et en les liant à la section « Notes et références ».
Abraham de Clermont, mort entre 474 et 481,, est un abbé et saint chrétien ; sa fête est fixée au 15 juin.
Originaire des rives de l’Euphrate, il visite l’Égypte où il reste prisonnier cinq ans. Puis il vient en Gaule, vit comme moine ermite près de Clermont puis devient abbé du monastère de Saint-Cirgues, qu'il fonde à Clermont,.
Il est invoqué contre la fièvre,.
Sidoine Apollinaire lui consacre une épitaphe en distiques élégiaques dans une de ses lettres.